# César-díjak 1997
A 22. Césarok éjszakáját 1997. február 8-án tartották meg a párizsi Champs-Elysées Színházban, Annie Girardot elnökletével.
A filmgála legsikeresebb alkotása egy rendhagyó természetfilm lett: a biológus házaspár, Claude Nuridsany és Marie Pérennou Mikrokozmosz – Füvek népe című alkotását 5 César-ral jutalmazták a legjobb fényképezésért, vágásért, zenéért, hangért, és Jacques Perrin produceri munkájáért. Szép sikert könyvelhetett el Patrice Leconte romantikus filmdrámája, a Rizsporos intrikák is, Jean Rochefort, Fanny Ardant, Charles Berling és Bernard Giraudeau főszereplésével; a 12 jelölésből 4 díjat kapott meg. Jól szerepelt még a Családi ünnep, amely 3 Césart vihetett haza. Fanny Ardant egyébként egy másik szerepéért vihette el a szobrocskát Catherine Deneuve, Charlotte Gainsbourg és Marie Trintignant elől. A legjobb külföldi film díját Lars von Trier széles európai koprodukcióban készített alkotása, a Hullámtörés érdemelte ki.
A rendezvényen filmszerepeiért, zeneszerzői és énekesi életművéért tiszteletbeli Césart kapott az örmény származású francia előadóművész, Charles Aznavour. Ugyanebben az elismerésben részesült Andie MacDowell amerikai modell és színésznő.

## Díjazottak
| Díjak                                      | Díjazottak és jelöltek |
| ------------------------------------------ | --- |

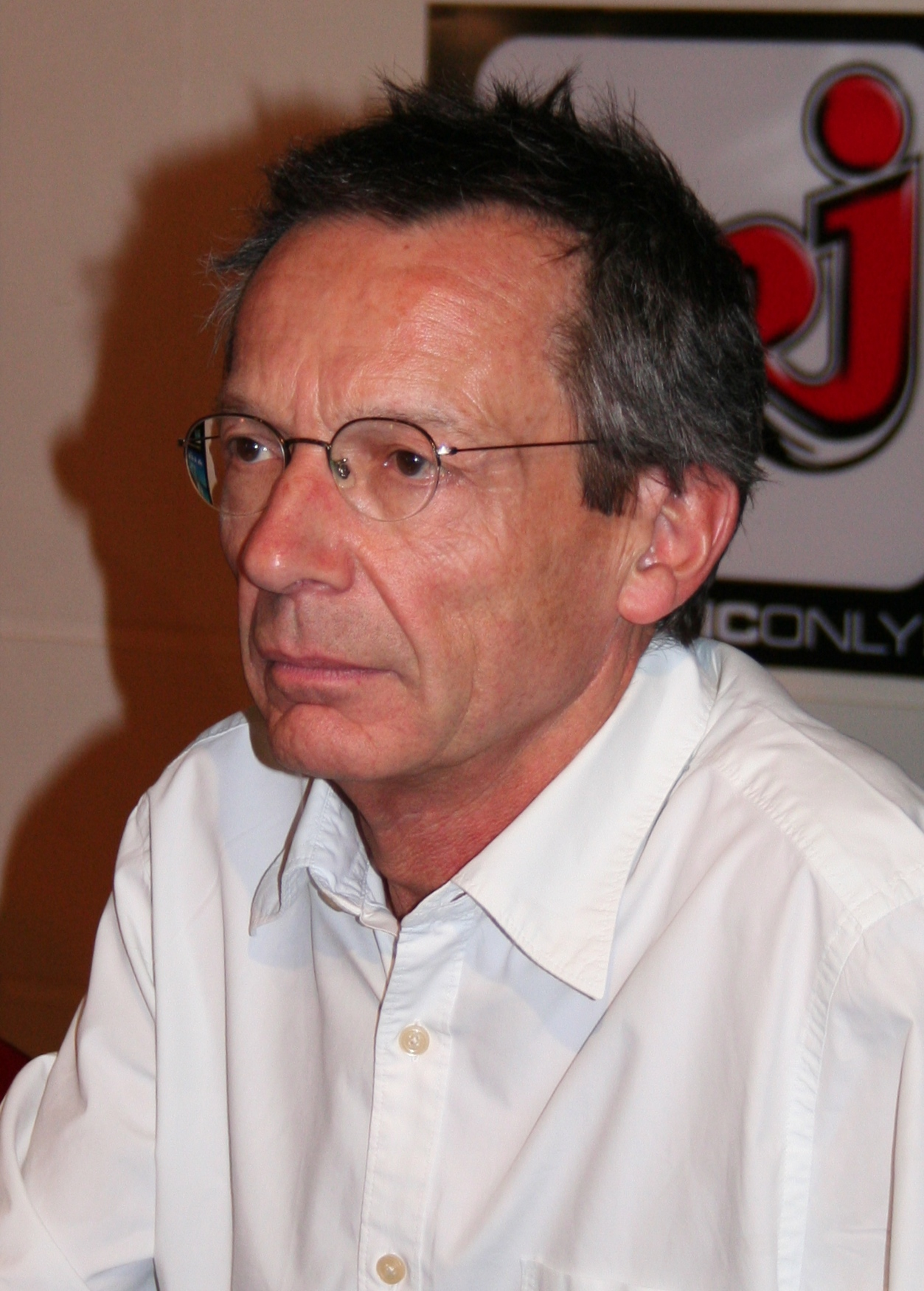
Patrice Leconte, a „legjobb film” „legjobb rendezője”

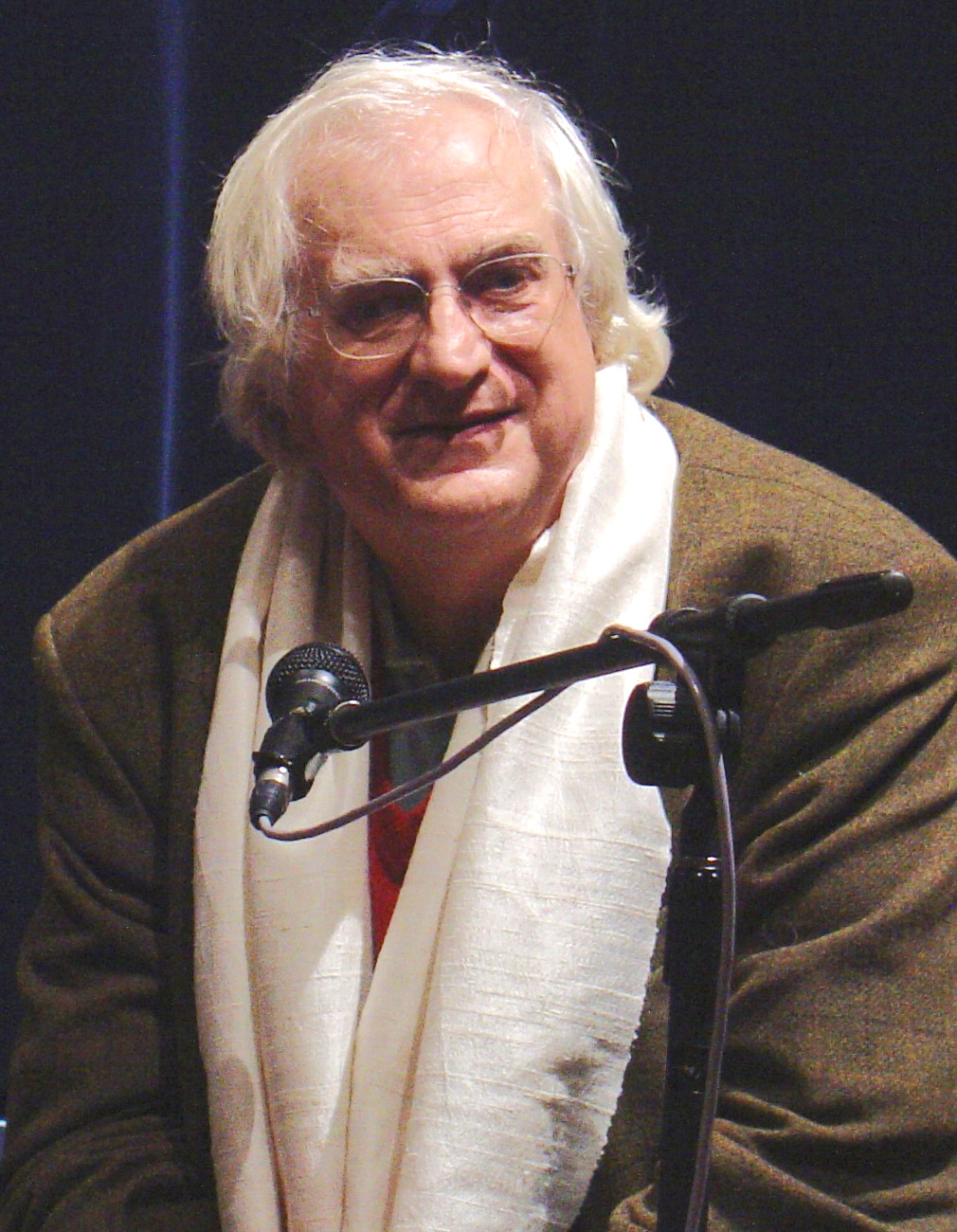
Bertrand Tavernier, a másik „legjobb rendező”

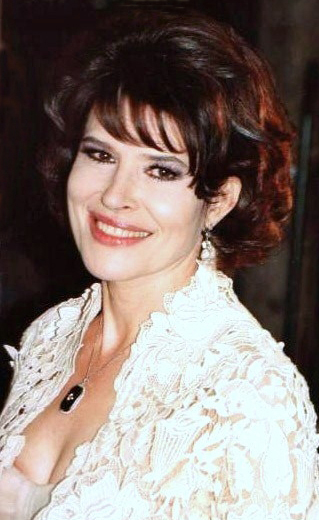
Fanny Ardant, a legjobb színésznő

| legjobb film                               | - Rizsporos intrikák (Ridicule), rendezte: Patrice Leconte - Conan kapitány (Capitaine Conan), rendezte: Bertrand Tavernier - Mikrokozmosz – Füvek népe (Microcosmos : Le peuple de l'herbe), rendezte: Claude Nuridsany és Marie Pérennou - Édes őrültség (Pédale douce), rendezte: Gabriel Aghion - Családi ünnep (Un air de famille), rendezte: Cédric Klapisch - Tolvajok (Les voleurs), rendezte: André Téchiné |
| legjobb rendező                            | - Patrice Leconte – Rizsporos intrikák (Ridicule) (megosztva) - Bertrand Tavernier – Conan kapitány (Capitaine Conan) (megosztva) - André Téchiné – Tolvajok (Les voleurs) - Cédric Klapisch – Családi ünnep (Un air de famille) - Jacques Audiard – Csinálj magadból hőst (Un héros très discret) |
| legjobb színésznő                          | - Fanny Ardant – Édes őrültség (Pédale douce) - Catherine Deneuve – Tolvajok (Les voleurs) - Charlotte Gainsbourg – Szerelem és... (Love, etc.) - Anouk Grinberg – Az én pasim (Mon homme) - Marie Trintignant – A selyem sikolya (Le cri de la soie) |
| legjobb színész                            | - Philippe Torreton – Conan kapitány (Capitaine Conan) - Daniel Auteuil – És a nyolcadik napon... (Le huitième Jour) - Charles Berling – Rizsporos intrikák (Ridicule) - Fabrice Luchini – Az arcátlan Beaumarchais (Beaumarchais, l'insolent) - Patrick Timsit – Édes őrültség (Pédale douce) |
| legjobb mellékszereplő színésznő           | - Catherine Frot – Családi ünnep (Un air de famille) - Valeria Bruni Tedeschi – Az én pasim (Mon homme) - Michèle Laroque – Édes őrültség (Pédale douce) - Agnès Jaoui – Családi ünnep (Un air de famille) - Sandrine Kiberlain – Csinálj magadból hőst (Un héros très discret) |
| legjobb mellékszereplő színész             | - Jean-Pierre Darroussin – Családi ünnep (Un air de famille) - Jacques Gamblin – Édes őrültség (Pédale douce) - Bernard Giraudeau – Rizsporos intrikák (Ridicule) - Jean Rochefort – Rizsporos intrikák (Ridicule) - Albert Dupontel – Csinálj magadból hőst (Un héros très discret) |
| legígéretesebb fiatal színésznő            | - Laurence Côte – Tolvajok (Les voleurs) - Jeanne Balibar – Összeveszésem története... (Comment je me suis disputé... (ma vie sexuelle)) - Monica Bellucci – Szerelmi fészek (L'appartement) - Garance Clavel – Mikor a macska elmegy (Chacun cherche son chat) - Emmanuelle Devos – Összeveszésem története... (Comment je me suis disputé... (ma vie sexuelle))                                                    |
| legígéretesebb fiatal színész              | - Mathieu Amalric – Összeveszésem története... (Comment je me suis disputé... (ma vie sexuelle)) - Samuel le Bihan – Conan kapitány (Capitaine Conan) - Benoît Magimel – Tolvajok (Les voleurs) - Bruno Putzulu – Les aveux de l'innocent - Philippe Torreton – Conan kapitány (Capitaine Conan) |
| legjobb operatőr                           | - Claude Nuridsany és Marie Perennou – Mikrokozmosz – Füvek népe (Microcosmos : Le peuple de l'herbe) - Thierry Arbogast – Rizsporos intrikák (Ridicule) - Jean-Marie Dreujou – Les caprices d'un fleuve |
| legjobb vágás                              | - Marie-Josèphe Yoyotte és Florence Ricard – Mikrokozmosz – Füvek népe (Microcosmos : Le peuple de l'herbe) - Joëlle Hache – Rizsporos intrikák (Ridicule) - Juliette Welfling – Csinálj magadból hőst (Un héros très discret) |
| legjobb eredeti vagy adaptált forgatókönyv | - Cédric Klapisch, Agnès Jaoui és Jean-Pierre Bacri – Családi ünnep (Un air de famille) - Gabriel Aghion és Patrick Timsit – Édes őrültség (Pédale douce) - Jacques Audiard és Alain Le Henry – Csinálj magadból hőst (Un héros très discret) - Jean Cosmos és Bertrand Tavernier – Conan kapitány (Capitaine Conan) - Rémi Waterhouse – Rizsporos intrikák (Ridicule)                                               |
| legjobb filmzene                           | - Bruno Coulais – Mikrokozmosz – Füvek népe (Microcosmos : Le peuple de l'herbe) - René-Marc Bini – Les caprices d'un fleuve - Alexandre Desplat – Csinálj magadból hőst (Un héros très discret) - Antoine Duhamel – Rizsporos intrikák (Ridicule) |
| legjobb hang                               | - Philippe Barbeau – Mikrokozmosz – Füvek népe (Microcosmos : Le peuple de l'herbe) - Michel Desrois, Gérard Lamps – Conan kapitány (Capitaine Conan) - Jean Goudier, Dominique Hennequin, Paul Lainé – Rizsporos intrikák (Ridicule) |
| legjobb díszlet                            | - Ivan Maussion – Rizsporos intrikák (Ridicule) - Guy-Claude François – Conan kapitány (Capitaine Conan) - Jean-Marc Kerdelhue – Az arcátlan Beaumarchais (Beaumarchais, l'insolent) |
| legjobb jelmez                             | - Christian Gasc – Rizsporos intrikák (Ridicule) - Jacqueline Moreau és Agnès Evein – Conan kapitány (Capitaine Conan) - Sylvie de Segonzac – Az arcátlan Beaumarchais (Beaumarchais, l'insolent) |
| legjobb elsőmű                             | - Lesz-e hó karácsonykor? (Y aura-t-il de la neige à Noël ?), rendezte: Sandrine Veysset - Szerelmi fészek (L'appartement), rendezte: Gilles Mimouni - Bernie, rendezte: Albert Dupontel - Még (Encore), rendezte: Pascal Bonitzer - Mikrokozmosz – Füvek népe (Microcosmos : Le peuple de l'herbe), rendezte: Marie Perennou és Claire Nuridsany                                                                    |
| legjobb rövidfilm                          | - Mme Jacques sur la croisette, rendezte: Emmanuel Finkiel - Dialogue au sommet, rendezte: Xavier Giannoli - Un taxi pour Aouzou, rendezte: Issa Serge Coelo - Nyári ruha (Une robe d'été), rendezte: François Ozon - Une visite, rendezte: Philippe Harel |
| legjobb producer                           | - Jacques Perrin – Mikrokozmosz – Füvek népe (Microcosmos : Le peuple de l'herbe) - Humbert Balsan – Lesz-e hó karácsonykor? (Y aura-t-il de la neige à Noël ?) - Charles Gassot – Az arcátlan Beaumarchais (Beaumarchais, l'insolent), Családi ünnep (Un air de famille) - Alain Sarde – Az én pasim (Mon homme), Conan kapitány (Capitaine Conan), Tolvajok (Les voleurs)                                          |
| legjobb külföldi film                      | - Hullámtörés (Breaking the Waves), rendezte: Lars von Trier ( ESP, DEN, SWE, FRA, NED, NOR, ISL) - Neruda postása (Il postino), rendezte: Michael Radford ( ITA, FRA, BEL) - Fargo, rendezte: Joel és Ethan Coen ( USA, UK) - Az ígéret (La promesse), rendezte: Jean-Pierre és Luc Dardenne ( BEL, FRA, LUX) - Titkok és hazugságok (Secrets & Lies), rendezte: Mike Leigh ( FRA, UK)                              |
| tiszteletbeli César                        | - Charles Aznavour - Andie MacDowell |

## Többszörös jelölések és elismerések
A statisztikában a különdíjak nem lettek figyelembe véve.
| Jelölés | Díj | Magyar cím                 | Eredeti cím                                     |
| ------- | --- | -------------------------- | ----------------------------------------------- |
| 12      | 4   | Rizsporos intrikák         | Ridicule                                        |
| 10      | 1   | Conan kapitány             | Capitaine Conan                                 |
| 7       | 5   | Mikrokozmosz – Füvek népe  | Microcosmos : Le peuple de l'herbe              |
| 7       | 3   | Családi ünnep              | Un air de famille                               |
| 6       | 1   | Édes őrültség              | Pédale douce                                    |
| 6       | 1   | Tolvajok                   | Les voleurs                                     |
| 6       | 0   | Csinálj magadból hőst      | Un héros très discret                           |
| 3       | 1   | Összeveszésem története... | Comment je me suis disputé... (ma vie sexuelle) |
| 3       | 0   | Az arcátlan Beaumarchais   | Beaumarchais, l'insolent                        |
| 3       | 0   | Az én pasim                | Mon homme                                       |
| 2       | 0   | –––                        | Les caprices d'un fleuve                        |
| 2       | 0   | Szerelmi fészek            | L'appartement                                   |